# Laura Gemserová
Laura Gemserová celým jménem Laurette Marcia Gemser (* 5. října 1950 Surabaja) je indonéská herečka.
Od čtyř let žila s rodiči v Nizozemsku, vystudovala módní návrhářství na utrechtské umělecké škole a pracovala jako fotomodelka, mj. pro časopis Playmen. Ve filmu debutovala v roce 1974. Spolupracovala především s italským režisérem Joem D'Amatem. Vynikla především v erotickém žánru (série o Černé Emmanuelle), natáčela také akční a komediální filmy, jako jsou Dva výtečníci s Budem Spencerem a Terence Hillem či Ostří Bushidova meče, a také horrory jako Nájezdníci zbloudilého pozlátka. V seriózní kinematografii se představila epizodní rolí v Pouti zatracených a pod pseudonymem Moira Chen hrála hlavní ženskou roli v televizním filmu Návrat, popisujícím dobrodružství australského reportéra za komunistického převratu v Laosu. Poslední filmovou roli ztvárnila v roce 1992, pak pracovala jako kostymérka. Jejím manželem byl zesnulý herec Gabriele Tinti.